# Bare, Prijepolje
Bare (izvirno srbsko Баре) je naselje v Srbiji, ki upravno spada pod Občino Prijepolje; slednja pa je del Zlatiborskega upravnega okraja.

## Demografija
V naselju živi 45 polnoletnih prebivalcev, pri čemer je njihova povprečna starost 42,3 let (41,1 pri moških in 43,4 pri ženskah). Naselje ima 20 gospodinjstev, pri čemer je povprečno število članov na gospodinjstvo 2,80.
Po podatkih popisa iz leta 2002 večino prebivalstva tega naselja predstavljajo Bošnjaki.
|  |

| Demografija | Demografija     | Demografija     |
| Leto        | Št. prebivalcev | Št. prebivalcev |
| ----------- | --------------- | --------------- |
|             |                 |                 |
|             |                 |                 |
|             |                 |                 |
|             |                 |                 |
| 1948        | 198             |                 |
| 1953        | 237             |                 |
| 1961        | 274             |                 |
| 1971        | 246             |                 |
| 1981        | 318             |                 |
| 1991        | 173             | 169             |
| 2002        | 74              | 56              |
|             |                 |                 |

| Etnična sestava po popisu iz leta 2002 | Etnična sestava po popisu iz leta 2002 | Etnična sestava po popisu iz leta 2002 | Etnična sestava po popisu iz leta 2002 | Etnična sestava po popisu iz leta 2002 |
| -------------------------------------- | -------------------------------------- | -------------------------------------- | -------------------------------------- | -------------------------------------- |
| Bošnjaki                               | Bošnjaki                               |                                        | 42                                     | 75,0%                                  |
| Muslimani                              | Muslimani                              |                                        | 13                                     | 23,21%                                 |
| Neznano                                | Neznano                                |                                        | 0                                      | 0,0%                                   |